# さらば愛しの大統領
『さらば愛しの大統領』（さらばいとしのだいとうりょう、No Laugh No Life）は、2010年10月30日関西先行公開、11月6日全国公開の日本映画である。第2回沖縄国際映画祭上映作品。

## 概要
柴田大輔と世界のナベアツの共同監督による、吉本芸人が多数集結したお笑いギャグエンタテインメント映画。テーマは「アホ」と宣言しており、90分ただ笑えるだけを目指しこれでもかとギャグを詰め込んでいる。
キャッチコピーは「100%（パー）アホ」、「映画館でしか観られない、究極のお笑いギャグ・エンタテインメント これは映画なのか!?」、「"迷"コンビコンビ・早川刑事と番場刑事は、ナベアツ大統領を危機から救えるのか!?」。
関西先行上映では府内7劇場で計12回の舞台あいさつを行い、「同一人物による一日の訪問劇場数&舞台あいさつ数」記録としてギネスブック申請している。
2010年6月30,31日の関西先行公開では動員4万7,900人、興収6,216万1,900円、全国公開となる6.7日には動員は2万3,335人、興収3,148万1,700円となり、映画観客動員ランキング（興行通信社調べ）で初週18位から第2週で第10位となった。TBSラジオ「ライムスター宇多丸のウィークエンド・シャッフル」のシネマハスラー2010年全映画ランキングでは対象56作品中ワースト7位
映画開始前に「要するに100%アホになって素直に笑ってください。インテリぶるのはカッコ悪いのでおやめください。」という趣旨のテロップが表示される。また大阪が舞台であるにもかかわらず、東京がロケ地となっている場面がある。

## ストーリー
大阪府知事に当選した世界のナベアツは、公約の「大阪の独立」どおり大阪合衆国の独立国家宣言をして初代大統領に就任してしまった。
しかし大統領に暗殺予告が届き、その捜査に早川&番場の大阪府警捜査一課アホコンビが捜査に乗り出す。

## キャスト
- 早川壮介：宮川大輔
- 番場常治：ケンドーコバヤシ
- 神崎恵：吹石一恵
- 原田裕美：釈由美子
- 世界のナベアツ：世界のナベアツ ※本人役
- ヒットマンジョー：仲村トオル
- ボム緒方：大杉漣
- タツキチ：志賀廣太郎
- ホームレス：水野透（リットン調査団）
- そば屋店長：中川剛（中川家）
- ミドリゴリラ：宮迫博之
- スッパイダーマン：RG（レイザーラモン）
- 容疑者：中川礼二（中川家）、高橋茂雄（サバンナ）、河本準一（次長課長）
- 大阪府警署長：前田吟
- 拷問執行人ガイル：堀由史（ナメリカ）
- 警官：小杉竜一（ブラックマヨネーズ）
- 通訳：神谷明
- 照明スタッフ：岩尾望（フットボールアワー）

## スタッフ
- 監督 - 柴田大輔、世界のナベアツ
- エグゼクティブプロデューサー - 岡本昭彦
- 製作 - 大﨑洋、豊島雅郎、服部洋
- プロデューサー - 一瀬隆重、片岡秀介、剱持嘉一
- 脚本 - 山田慶太
- 撮影 - 明田川大介
- 美術 - 相馬直樹
- 照明 - 高橋貴寛
- 音楽 - 大島ミチル
- 音楽プロデューサー - 川越浩
- 録音 - 郡弘道
- 編集 - 深沢佳文
- 助監督 - 土岐洋介
- SFX/VFXスーパーバイザー - 中村明博
- 製作 - プロダクション・オズ
- 配給 - アスミック・エース

## 主題歌
- 世界のナベアツ『誰よりも遠くへ』